# Delta, Mexiko
Delta är en ort i Mexiko.   Den ligger i kommunen Mexicali och delstaten Baja California, i den nordvästra delen av landet, 2 200 km nordväst om huvudstaden Mexico City. Delta ligger 11 meter över havet och antalet invånare är 5 698.
Terrängen runt Delta är mycket platt. Runt Delta är det ganska tätbefolkat, med 58 invånare per kvadratkilometer. Närmaste större samhälle är Guadalupe Victoria, 11,2 km sydost om Delta. Trakten runt Delta består till största delen av jordbruksmark.